# Yūji Ōno
Yūji Ōno, auch Yuji Ohno (jap. 大野 雄二, Ōno Yūji; * 30. Mai 1941 in Atamai, Präfektur Shizuoka) ist ein japanischer Funk-, Pop- und Jazzmusiker (Piano, Arrangement, Komposition, Bandleader), der sich ab den 1970er-Jahren vorrangig als Filmkomponist betätigte.

## Leben
Yūji Ōno spielte ab den 1960er-Jahren in der japanischen Jazzszene unter anderem mit Martha Miyake (mit der 1960 erste Aufnahmen entstanden), Hiroshi Suzuki, Masahiko Togashi, Terumasa Hino und mit Hideo Shiraki/Yuzo Kayama. Um 1970 begann er, mit eigenem Trio (mit Takashi Mizuhashi, Kontrabass und Kazuyoshi Okayama, Schlagzeug) zu arbeiten; bei einem Konzert in der Ginza Yamaha Hall entstand ein Livemitschnitt mit der Sängerin Kimiko Kasai (Just Friends).
Mit seinen zahlreichen von amerikanischen Vorbildern wie Marvin Gaye beeinflussten Bandprojekten wie The Explosion Band, Galaxy, Yuji Ohno & His Project und King Kong Hunters betätigte er sich in den folgenden Jahren vor allem in der Popmusik, mit einer Reihe von Studioalben sowie als Filmkomponist, Orchesterleiter und -musiker für Anime-Filme und Serien wie Lupin III (1978, Regie Sōji Yoshikawa, Yasuo Ōtsuka), Das Schloss des Cagliostro (1979, Regie Hayao Miyazaki), Captain Future  und Lupin III (2015). 1978 spielte Ōno unter anderem mit Jake Conception, Tsunehide Matsuki, Akira Okazawa, Yasushi Ichihara das Fusion-Album Space Kid (CBS/SONY) ein. 2007 entstand das Album Lupin the Third Jazz – What's Going On, in dem Yuji Ohno & Lupinti Five (mit Keiji Matsushima, Hisatsugu Suzuki, Satoshi Izumi, Masayuki Tawarayama, Yoshihito Eto) Jazzarrangements seiner Filmmusik zu der Lupin-II-Serie spielte. Im Bereich des Jazz war er zwischen 1960 und 2007 an 22 Aufnahmesessions beteiligt.